# Martine Docourt
Martine Docourt, née le 8 juin 1979 à Delémont (originaire de Porrentruy), est une personnalité politique suisse, membre du Parti socialiste.
Elle est députée du canton de Neuchâtel au Conseil national depuis 2023.

## Biographie
Martine Docourt Ducommun naît Martine Docourt le 8 juin 1979 à Delémont. Elle est originaire de Porrentruy. Son père est chef d'une menuiserie à Delémont. Elle a une sœur aînée.
Elle étudie les sciences de la Terre à  l'Université de Neuchâtel, où elle obtient un diplôme en géologie, complété par une formation à l'École polytechnique fédérale de Lausanne.
Elle travaille à divers postes dans le domaine de la pollution des sols, tant pour des entreprises que pour l'administration publique, notamment pour l'Office fédéral de l'environnement, où elle participe à la mise en œuvre de la loi sur le CO2, puis pour le canton de Berne. En 2020, elle est engagée par le syndicat Unia comme responsable nationale des activités politiques,.
Elle est mariée à un Chaux-de-Fonnier et mère de deux enfants.

## Parcours politique
Elle adhère au Parti socialiste en 2007, à la suite de la victoire de l'UDC aux élections fédérales. 
D'abord conseillère générale (législatif) à Neuchâtel, elle est élue au Grand Conseil du canton de Neuchâtel en 2009 (comme suppléante les six premiers mois). Elle préside son groupe lors de sa deuxième législature et préside l'hémicycle à partir de mai 2023.
Elle est coprésidente des Femmes socialistes suisses de 2017 à février 2024.
Elle est candidate au Conseil des États en octobre 2015 aux côtés de Didier Berberat et au Conseil national en 2019, mais n'est pas élue. 
Elle accède au Conseil national en octobre 2023 grâce à l'élection de Baptiste Hurni au Conseil des États. Elle rejoint la Commission des affaires juridiques (CAJ).